# Orangenäbbad lorikit
Orangenäbbad lorikit (Neopsittacus pullicauda) är en fågel i familjen östpapegojor inom ordningen papegojfåglar.

## Utseende och läte
Orangenäbbad lorikit är en medelstor, långstjärtad papegoja. Fjäderdräkten är övervägande grön med en lysande röd fläck från bröst till buk, bredast på bröstet. I ansiktet syns ljusa gröna streck. Arten liknar gulnäbbad lorikit, men ses vanligen på högre höjd, är något mindre och grönaktig under stjärten och har just orangefärgad näbb snarare än gul. Lätet är ett ljust och ringande "sik siruk!" eller enstaka "sik!".

## Utbredning och systematik
Orangenäbbad lorikit förekommer på Nya Guinea och behandlas antingen som monotypisk eller delas in i tre underarter med följande utbredning:
- N. p. alpinus – Snow Mountains till Mount Capella
- N. p. socialis – sydöstra Nya Guinea (Huon Peninsula och Herzogberget)
- N. p. pullicauda – bergstrakter på sydöstra Nya Guinea (Mount Capella till Owen Stanley Range)

## Levnadssätt
Orangenäbbad lorikit hittas i högre delen av bergsbelägna molnskogar och gläntor. Den ses vanligen flyga i små flockar.

## Status och hot
Arten har ett stort utbredningsområde, men tros minska i antal, dock inte tillräckligt kraftigt för att den ska betraktas som hotad. Internationella naturvårdsunionen IUCN listar arten som livskraftig (LC).